# Gilda Love
Gilda Love, nom artístic d'Eduardo Enrique Gustavo Francisco (Cadis, 1921), és una drag queen i transformista espanyola. Actualment, és la drag queen més longeva del país amb 102 anys.

## Vida i carrera
Eduardo va néixer a Cadis el 1921, formant part d'una família nombrosa, i la seva mare va tenir un total de 20 fills, dels quals en van sobreviure 16. Des d'edat molt primerenca, fins i tot amb dos anys, va començar a patir una enorme violència homòfoba i tota mena de tortures arran de la seva condició sexual, arribant fins i tot a patir un atac en el qual li calaren foc per anar vestida de sevillana.
A l'edat de 17 anys es va allistar a l'exèrcit com a paracaigudista, on va servir durant tres anys. Realitzant el servei militar obligatori va abandonar casa seva fugint de la violència. Després d'un breu període com a legionari, Eduardo va abandonar Espanya per mudar-se a Marsella, França i després a París. Allà va conèixer diverses de les pioneres trans franceses com Bambi o Capucine.
Eduardo va actuar per primera vegada com a Gilda Love al Madame Arthur, a París. Ràpidament, va començar a actuar amb el seu nom artístic en diversos cabarets a la dècada de 1960 i al llarg de la seva carrera va actuar i va compartir camerino durant anys amb la cupletista Carmen de Mairena.
El 2022 va protagonitzar la pel·lícula documental Cantando en los azoteas, dirigida per Enric Ribes, i el títol de la qual prové dels versos escrits per Federico García Lorca en el seu poema Canción del mariquita. El documental està basat en un curtmetratge del mateix nom que la mateixa Gilda Love va produir el 2017.